# Pop art

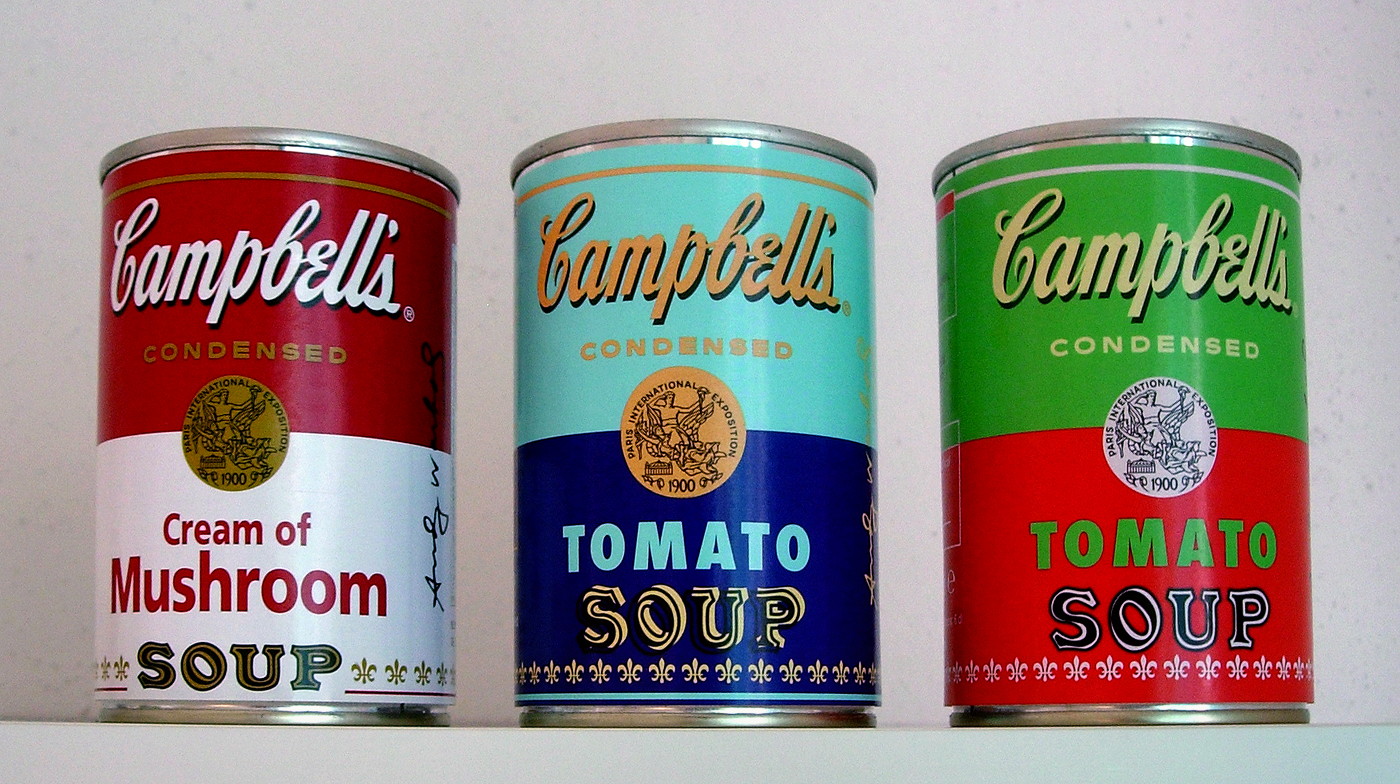
Conservele lui Warhol, simboluri ale artei pop

Pop art este o mișcare artistică cu originea în Statele Unite și Marea Britanie, care s-a manifestat după cel de-al Doilea Război Mondial, cu puțin înainte de apariția operetei.
Mișcarea pop art are un substrat de protest față de unele forme ale culturii occidentale contemporane. Reprezentările pop art-ului includ în compoziția lor diverse obiecte de uz  cotidian, de tehnică modernă, desen comercial etc.
Cu timpul această direcție începe să-și piardă elanul inițial, iar unii dintre creatorii săi par să fie din ce în ce mai dezamăgiți de aceasta. Astfel, se pregătește terenul pentru apariția unei noi forme de expresie în artă, care va primi numele de Pop art. În legătură cu originea cuvântului "pop", este vorba de prescurtarea expresiei englezești "popular art", în sensul de artă cu mare popularitate la public, ca fiind inițial opusă "artei academice." În realitate, pop art se dovedește a fi sofistictă și chiar academică. Denumirea de pop penetrează ulterior și în muzică, mai târziu apărând și denumirea de „Muzică pop”, desemnând un anume gen muzical (nu trebuie confundată cu arta sau muzica populară, respectiv folclorică). 

## Origini
Apariția curentului Pop art este în mare măsură legată de creația a doi artiști neodadaiști: Jasper Jones și Robert Rauschenberg. În anii cincizeci, acești artiști introduc în artă obiecte de uz cotidian, în mod direct sau doar imaginea lor. Având în vedere formatul lor, nu ne dăm seama dacă este vorba despre planșe autentice sau despre opera unui pictor. Următoarea idee a lui Jones o reprezintă sculpturile în bronz care imită cutii de conserve sau alte obiecte uzuale. Începând din anul 1953, Rauschenberg creează numeroase colaje ale căror rădăcini se află în cubism și în operele lui Marcel Duchamp. El este și inventatorul așa numitelor "combined paintings", care constau în amestecul diverselor obiecte (ex.: firme, sticle, fotografii etc.) pe suprafețele pictate, rezultând un fel de colaje tridimensionale.

## Pop art-ul în Marea Britanie
În Anglia, apariția Pop art-ului este legată de "Independent Group", din care au făcut parte Richard Hamilton și Eduardo Paolozzi (pictori), Reyner Banham (istoric și critic de artă), Peter Smithson (arhitect), precum și fotograful Henderson. Sunt organizate în mod regulat întâlniri în timpul cărora se discută despre teme trecute cu vederea până atunci, ca de pildă automobilele, cibernetica sau rock-and-roll-ul. Expoziția de la "Whitechapel Art Gallery" (1956) intitulată "This is Tomorrow", în care se profilează temele fundamentale ale Pop art-ului, reclama și mijloacele de informare în masă, va fi considerată momentul nașterii noii direcții.
Este vizibilă dorința de amalgamare a diverselor discipline artistice și mijloace de expresie. În timpul expoziției, critica va acorda o atenție deosebită colajului lui Richard Hamilton intitulat "Just What is it that Makes Today's Homes so Different, so Appealing?" Într-un interior modern este prezentată o pereche stereotipă, un culturist care ține în mână o acadea uriașă, pe care obsevăm inscripția "pop", și o "stripteuză" pe o canapea. În acest colaj se regăsesc punctele de interes tipice artei pop, și anume tehnica (magnetofon și aspirator) și reclama, aluziile la sfera sexuală, atracția către sereotipuri, săli de spectacole și benzi desenate, totul într-o atmosferă specifică, surprinzătoare, din care nu lipsește umorul, ce rezultă tocmai din acest amestec de genuri și specii. 
Următorul val al artei pop se face simțit pe la sfârșitul anilor cincizeci. Richard Smith mărește fotografiile unor cunoscute personalități sau obiecte de uz cotidian și le acoperă cu pete mari și plate de culoare, în pictura lui Peter Blake domină cultura "teenagers" (a adolescenților). În scurtă vreme apare o a treia generație de artiști pop, este vorba de Patrick Caulfield, David Hockney, Peter Philips, Pauline Boty și alții, cei mai mulți absolvenți ai "Royal College of Art", care au ca punct comun accentul pus pe desen, care cu timpul devine din ce în ce mai precis. Acești artiști aleg totuși drumuri atât de diferite, încât ceea ce îi unea inițial va dispărea în scurtă vreme.

## Pop art-ul în America
Arta pop americană se naște la începutul anilor șaizeci, exact în momentul când versiunea englezească, victimă a propriei bogății și a propriului succes, începe să intre într-o fază de declin. Ca și în Anglia, temele și motivele acestei creații sunt desprinse din viața cotidiană, din domeniul tot mai fascinant al tehnicii, al producției în serie, față de care pop art-ul în varianata engleză este mai critic și mai angajat din punct de vedere politic, în timp ce artiști americani se opresc la prezentarea realității, fără să atace sau să acuze. Sub influența lui John Cage, elementul determinant al artei pop americane este la început "happening"-ul. Acest compozitor care experimntează permanent susține introducerea în artă a unor elemente exterioare ei. El apreciază în mod deosebit colajele, introducerea zgomotelor în muzică și a obiectelor în pictură. Pe urmele lui o vor porni și alți artiști pop ca Jim Dine, George Brecht și Robert Whiteman, care creează colecții de obiecte sau fragmentele lor, de imagini și activități omenești ("Ambalaje vii"), situații spațiale artificial create ("environments-colaje"), care se concentrează în mare măsură asupra gestului și timpului, inundă privitorii cu o mulțime de senzații, sunete și mirosuri. 

### Reprezentanți de frunte ai artei pop americane
În anul 1960, cea mai notabilă personalitate pop art - Andy Warhol - inițiază seria Sticlele de Coca-Cola și Cutiile de conserve, reprezentări ale obiectelor de uz casnic, produse industriale sau motive de reclamă. Ulterior el inserează în pictura sa fragmente de benzi desenate, cu structuri rezistente sau elastice. El reproduce, de asemenea, obiecte în dimensiunile lor adevărate. Andy Warhol aplică tehnica seriografiei, care permite multiplicare repetată a motivului.
Execută cu ajutorul acestei tehnici serii întregi de variante ale aceluiași portret al unei stele de cinema, a unei scene inspirate din evenimentele actuale, a unei flori, modificând de multe ori culoarea sau repetând motivul după bunul plac. 
Tehnica lui Roy Lichtenstein este într-un anumit sens o derivație a tiparului, de la care preia rețeaua măruntă și o imită. Pictează serii întregi în spiritul comics-urilor sau al desenelor animate ale lui Walt Disney.
Tom Wesselmann prezintă, încă de la prima expoziție personală de la "Tanger Gallery" din New York în 1960, tema sa preferată "Great American Nudes" ("Nuduri americane mari"). Din acel moment, în creația sa se insinuează definitiv personajul feminin, care va popula neobosit spațiul delimitat de obiectele specifice societății de consum. Wesselmann creează de asemenea și naturi moarte, servindu-se de colajele tăiate din reviste și introducând obiecte din viața cotidiană, creând în modul acesta opere tridimensionale. În ciclul "Căzile de baie" nu este vorba numai de cada în sine, ci de femeia surprinsă în atmosfera intimă a băii. 
Primele expoziții ale Pop art-ului american declanșează o reacție negativă în rândul publicului, cu timpul, însă, această direcție începe să fie tratată cu seriozitate, grație expoziției retrospective consacrate colajului și asamblajului, organizată de Museum of Modern Art din New York. La numele deja amintite se mai adaugă Claes Oldenburg, Larry Rivers, Robert Indiana, Wayne Thiebaud și mulți alții.

## Noul Realism, Pop art-ul francez
În iunie 1961, la galeria "Rive Droite" din Paris, are loc expoziția intitulată "Noul realism la Paris și New York", iar în octombrie 1962, la "Sidney Janis Gallery" din New York, expoziția "The new realists" ("Noii realiști").
Europa este reprezentată de Raymond Hains, Martial Raysse, Daniel Spoerri, Jean Tinguely, adică toți cei care în octombrie 1960 au semnat, sub egida criticului Pierre Restany, actul de înființare al noului realism (Nouveau réalisme ). În scurtă vreme, acestora li se vor alătura Christo, Gérard Deschamps și Niki de Saint-Phalle. Activitatea lor artistică recurge adeseori la acumularea, comprimarea, îngrămădirea și împachetarea obiectelor de uz cotidian sau la prezentarea caricaturală, monstruoasă a unor personagii omenești.

## Pop art și ce urmează după
Permanenta oscilare între artă și viața cotidiană face ca această direcție să deschidă drumul la alte tendințe artistice. Spre sfârșitul anilor șaizeci, hiperrealismul va cuprinde banalul cu o obiectivitate aproape fotografică. Începând din anul 1968, Gilbert și George, participând personal la "Sculpturile vii", apelează la happening pentru a face artă din orice activitate. În anii optzeci, Paul McArthy și Mike Kelly se concentrează pe stereotipuri care sunt simptome ale societății contemporane, frizând adeseori kitsch-ul și vulgaritatea. Jeff Koons adoptă o atitudine destul de ambiguă cu privire la scopul activităților sale, afirmând printre altele că "Arta este un mijloc de manipulare a oamenilor". Ca material îi servesc materiale banale, neezitând să apeleze la pornografie.

## Citate
- "Artiștii pop au creat tablouri pe care fiecare dintre trecătorii de pe Broadway erau în stare să le recunoască într-o fracțiune de secundă: toate aceste minunate lucruri moderne pe care cu orice chip s-au străduit să nu le observe expresioniștii abstracți". (Andy Warhol)

- "Și totuși nu, arta nu transformă nimic, ea este doar formă pură. Artiștii nu au lucrat niciodată cu modele, în schimb totdeauna au lucrat cu culoare". (Roy Lichtenstein)